# Western Springs Stadium
Il Western Springs Stadium è un impianto sportivo all'aperto a Auckland in Nuova Zelanda. Si tratta di un anfiteatro naturale che in inverno è utilizzato per incontri di rugby e in estate per gare di speedway. In qualche occasione ospita concerti dal vivo e festival musicali.